# بار (یکا)
بار (به انگلیسی: Bar) نام یکایی برای کمیت فیزیکیِ فشار است و برابر ۱۰۰ کیلو پاسکال و تقریباً معادل فشار یک اتمسفر.
این یکا جزو واحدهای سیستم بین‌المللی و همچنین سی‌جی‌اس نیست اما از یکاهای پذیرفته‌شده با اس‌آی است. بار در کشورهای اروپایی کاربرد زیادی دارد و علت آن اختلاف حدود یک‌درصدی با فشار اتمسفر زمین است.
بار، نخستین بار توسط هواشناس انگلیسی، ویلیام نایپرشاو در ۱۲۸۸ خورشیدی مطرح شد.

## نماد
نام بار برگرفته از واژه یونانی βάρος به معنای وزن است. نماد این واحد فیزیکی bar و واحدهای مشتق از آن نیز به شکل مشتقات bar خوانده می‌شوند.
مثال: Kbar کیلوبار، Mbar مگابار، cbar سانتی‌بار

## تبدیل‌ها
- ۱ atm (atmosphere) = ۱٫۰۱۳۲۵ bar
- ۱ kbar = ۱۰۰۰ bar = ۱۰۰٬۰۰۰ kPa = 1٬۰۰۰٬۰۰۰٬۰۰۰ dyn/cm۲ = ۱۰۰ MPa = ۰٫۱ GPa
- ۱ bar = ۱۰۰ kPa = ۱٬۰۰۰٬۰۰۰ dynes per square centimeter (baryes) = ۰٫۹۸۷ atm = ۱۴٫۵۰۳۸ psi = ۲۹٫۵۳ inHg = ۷۵۰٫۰۶ torr
- ۱ dbar = ۰٫۱ bar = ۱۰ kPa=1 Kg/cm^2 = ۱۰۰٬۰۰۰ dyn/cm۲
- ۱ cbar = ۰٫۰۱ bar = 1 kPa
- ۱ mbar = ۰٫۰۰۱ bar = ۰٫۱ kPa = ۱ hPa (hectopascal) = ۱٬۰۰۰ dyn/cm۲
- ۱ Torr = 1٫۳۳ mbar = 1mm Hg = 133٫۳pa